# Voetbalwet (België)
De Voetbalwet is in België de wet van 21 december 1998 betreffende de veiligheid bij voetbalwedstrijden. Deze wet werd bekendgemaakt in het Belgisch Staatsblad van 3 februari 1999. De wet werd herhaaldelijk gewijzigd en aangevuld.

## Inhoud
De Voetbalwet legt verplichtingen op aan de organisatoren van voetbalwedstrijden.

### Administratieve sancties voor supporters
De voetbalwet voorziet ook administratieve geldboeten van tweehonderdvijftig tot vijfduizend euro (niet te verhogen met de opdeciemen) en een administratief stadionverbod voor een duur van drie maanden tot vijf jaar tegen:
- eenieder die in het stadion zonder gerechtvaardigde reden een of meerdere voorwerpen gooit of schiet (artikel 20);
- eenieder die zich bevindt in de perimeter omwille van en ter gelegenheid van een voetbalwedstrijd en die zonder gerechtvaardigde reden één of meer voorwerpen gooit of schiet naar een roerend goed, een onroerend goed of één of meer personen, zich bevindend in of buiten de perimeter (artikel 20bis); de perimeter is een ruimte aansluitend bij de buitenomheining van het stadion waarvan de geografische grenzen bij koninklijk besluit (zie voorbeeld bij de 'externe links') vastgesteld worden door de Koning, na raadpleging van de betrokken burgemeester, politiediensten en organisator; deze ruimte mag een straal van 5 000 meter vanaf de buitenomheining van het stadion niet overschrijden (artikel 2, 9°);
- eenieder die het stadion of de perimeter (zie hiervoor) onrechtmatig betreedt of poogt te betreden (artikel 21);
- eenieder die in het stadion of de perimeter de richtlijnen of bevelen gegeven door de veiligheidsverantwoordelijke, door een steward in de uitvoering van zijn functie vastgelegd door de wet, of door een lid van de politiediensten of van de hulpdiensten, niet opvolgt (artikel 21bis);
- eenieder die in het stadion of de perimeter bewust zijn materiële hulp aanreikt bij een onrechtmatige betreding (artikel 21ter);
- eenieder die, alleen of in groep, in het stadion aanzet tot slagen en verwondingen, haat of woede ten opzichte van een of meerdere personen (artikel 23);
- eenieder die zich, alleen of in groep, in de perimeter bevindt omwille van en ter gelegenheid van een voetbalwedstrijd en aanzet tot slagen en verwondingen, haat of woede ten opzichte van een of meerdere personen (artikel 23bis);
- eenieder die pyrotechnische voorwerpen bedoeld om licht, rook of lawaai te produceren binnen brengt, poogt binnen te brengen of die in het bezit is van zulke voorwerpen in het stadion (artikel 23ter).

De administratieve sanctie wordt opgelegd door een door de Koning aangewezen ambtenaar. Dat mag niet de ambtenaar zijn die proces-verbaal heeft opgemaakt (artikel 26, § 1). De overtreder die de beslissing van deze ambtenaar betwist, tekent op straffe van verval binnen een termijn van een maand vanaf de kennisgeving van de beslissing, bij wijze van een verzoekschrift, beroep aan bij de politierechtbank (artikel 31, § 1, al. 1). Tegen de beslissing van de politierechtbank staat geen hoger beroep open (artikel 31, § 1, al. 2).

### Sancties door de rechter uitgesproken
In geval van een veroordeling voor een misdrijf, begaan omwille van en ter gelegenheid van de organisatie van een voetbalwedstrijd, kan door de rechter een gerechtelijk stadionverbod voor een duur van drie maanden tot tien jaar worden uitgesproken (artikel 41, al. 1). Het gerechtelijk stadionverbod kan een aanmeldingsplicht, een perimeterverbod of een verbod het grondgebied te verlaten impliceren op de wijze die door de rechter worden bepaald (artikel 41, al. 2). Wordt gestraft met een gevangenisstraf van zes maanden tot drie jaar en een geldboete van vijfentwintig euro tot duizend euro (wel te vermeerderen met de opdeciemen), of met een van deze straffen alleen, elke persoon die, overeenkomstig artikel 41, het voorwerp uitmaakt van een aanmeldingsplicht en die zich minstens drie keer tijdens dezelfde aanmeldingsplicht niet heeft aangemeld (artikel 41bis, al. 2).